# جغرافیای گویان
جغرافیای گویان شامل خصوصیات فیزیکی این کشور در آمریکای جنوبی و بخشی از کارائیب آمریکای جنوبی، هم‌مرز با اقیانوس اطلس شمالی، بین سورینام و ونزوئلا، با مساحت تقریبی ۲۱۴٫۹۶۹ کیلومتر مربع است. این کشور بین ۱ تا ۹ طول و عرض جغرافیای شمالی و بین ۵۶ تا ۶۲ طول جغرافیای غربی واقع شده‌است. با ۴۵۹ کیلومتر (۲۸۵ مایل) خط ساحلی اقیانوس اطلس در شمال شرقی، گویان با ونزوئلا در غرب، برزیل در غرب و جنوب و سورینام در شرق مرز است.
مرزهای گویان با برزیل ۱۱۱۹ کیلومتر، با سورینام ۶۰۰ کیلومتر، و با ونزوئلا ۷۴۳ کیلومتر است. طول خط ساحلی آن نیز ۴۵۹ کیلومتر است. بلندترین نقطه این کشور رورایما با ۲۸۳۵ متر ارتفاع است.
این کشور را می‌توان به ۵ منطقه طبیعی تقسیم کرد: دشت مردابی کم‌عرض و حاصل‌خیز در امتداد ساحل اقیانوس اطلس که بیشتر جمعیت کشور در آن زندگی می‌کند؛ یک نوارهٔ شن و ماسه‌ای سفید دارای تپه‌زار و خاک‌های رسی که با مقداری فاصله از ساحل قرار گرفته و بیشتر ذخایر معدنی گویان در این ناحیه قرار دارد؛ جنگل‌های بارانی انبوه در منطقه کوهستانی جنوب این کشور، مناطق نیمه‌بیابانی در جنوب غرب؛ و منطقه‌ای کوچک از زمین‌های پست‌های داخلی (ساوانای داخلی) که در آن کوه‌های نیز وجود دارد که به تدریج به سوی مرز برزیل افزایش می‌یابند.
گویان یکی از بزرگ‌ترین مناطق جنگلی دست‌نخورده در آمریکای جنوبی را دارد که دسترسی انسان به بخش‌هایی از آن هم‌چنان دشوار است.
آب‌وهوای گویان گرمسیری و عمدتاً گرم و مرطوب است هرچند بادهای بسامان که از شمال خاوری می‌وزند به تعدیل هوای این کشور کمک می‌کنند. این کشور دو موسم بارانی دارد یکی از ماه مه تا اواسط اوت و دیگری از اواسط نوامبر تا میانه‌های ژانویه.

## مشخصات

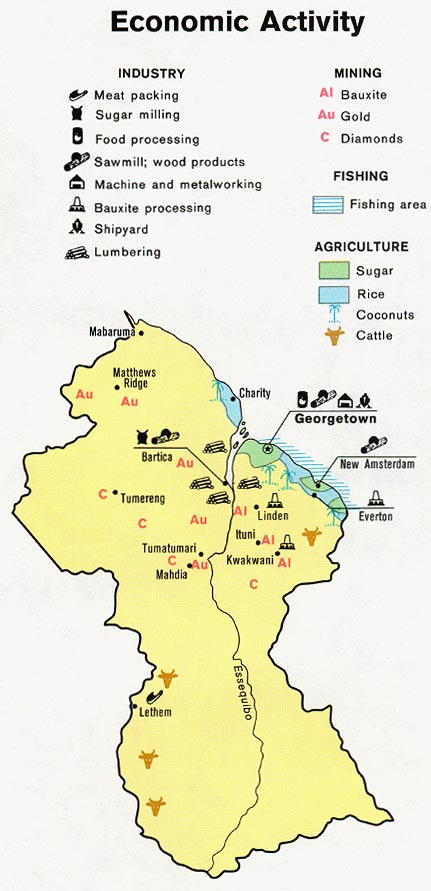
نقشه فعالیت اقتصادی گویان

مختصات جغرافیایی: ۵°۰۰′ شمالی ۵۹°۰۰′ غربی / ۵٫۰۰۰°شمالی ۵۹٫۰۰۰°غربی

### حوزه
- تعداد کل: ۲۱۴٬۹۶۹ کیلومتر مربع
- زمین: ۱۹۶٬۸۴۹ کیلومتر مربع
- آب: ۱۸٬۱۲۰ کیلومتر مربع

### مرزهای زمین
- تعداد کل: ۲٬۹۳۳ کیلومتر
- کشورهای مرزی: برزیل ۱٬۳۰۸ کیلومتر، سورینام ۸۳۶ کیلومتر، ونزوئلا ۷۸۹ کیلومتر

### خط ساحلی
- ۴۵۹ کیلومتر (۲۸۵ مایل)

#### دریایی ادعا شده
- دریای سرزمینی: ۱۲ مایل دریایی (۲۲٫۲ کیلومتر؛ ۱۳٫۸ مایل)
- منطقه انحصاری اقتصادی: ۱۳۷٬۷۶۵ کیلومتر مربع (۵۳٬۱۹۱ مایل مربع) و ۲۰۰ مایل دریایی (۳۷۰٫۴ کیلومتر؛ ۲۳۰٫۲ مایل)
- قفسه قاره: ۲۰۰ مایل دریایی (۳۷۰٫۴ کیلومتر؛ ۲۳۰٫۲ مایل) یا به لبه بیرونی حاشیه قاره